# Dekanat Dobrodzień
Dekanat Dobrodzień – jeden z 36 dekanatów w rzymskokatolickiej diecezji opolskiej.
W skład dekanatu wchodzi 7 parafii:
- parafia Nawiedzenia Najświętszej Maryi Panny → Dobrodzień
- parafia Św. Marii Magdaleny → Dobrodzień
- parafia Narodzenia Najświętszej Maryi Panny → Gwoździany
- parafia Św. Józefa Robotnika → Myślina
- parafia Podwyższenia Świętego Krzyża → Radawie
- parafia Trójcy Świętej → Szemrowice
- parafia Wniebowzięcia Najświętszej Maryi Panny → Zębowice